# Osman Bukari
Osman Bukari (Accra, 13 dicembre 1998) è un calciatore ghanese, attaccante dell'Austin FC e della nazionale ghanese.

## Carriera

### Club
Il 9 luglio 2018 viene acquistato a titolo definitivo dalla squadra slovacca dell'AS Trenčín.
Il 4 settembre 2020 viene acquistato dal Gent.
Il 12 agosto 2021 viene ceduto in prestito al Nantes.
L’esperienza in Francia si rivela vittoriosa, con i canarini infatti vince la coppa nazionale in finale contro il Nizza. L'ottima stagione gli permette di mettersi in mostra, infatti all'inizio della stagione successiva viene ceduto ai serbi dello Stella Rossa per circa 3 milioni di euro.
Il 30 maggio 2024 viene acquistato per una cifra vicina ai 7 milioni di euro dagli statunitensi dell'Austin FC.

### Nazionale
Dopo aver rappresentato il Ghana a livello giovanile, nel marzo 2021 viene convocato in nazionale maggiore, debuttando contro il Sudafrica il 25 marzo.
Grazie alle buone prestazioni a livello di club con Nantes e Stella Rossa, riceve convocazioni più frequenti e divenendo, dal marzo 2022, titolare inamovibile.
Il 1 giugno 2022 in occasione di una vittoria contro il Madagascar valida per le qualificazioni alla Coppa delle nazioni africane 2023 segna la prima rete in nazionale; mentre nel novembre dello stesso anno viene inserito dal CT Otto Addo nella lista dei convocati al campionato del mondo 2022 in Qatar.
Il 23 novembre seguente nella partita d'esordio dei Black Star contro il Portogallo (sconfitta 3-2) segna una rete, vana ai fini del risultato.

## Statistiche

### Presenze e reti nei club
Statistiche aggiornate al 6 ottobre 2024.
| Stagione            | Squadra             | Campionato          | Campionato | Campionato | Coppe nazionali | Coppe nazionali | Coppe nazionali | Coppe continentali | Coppe continentali | Coppe continentali | Altre coppe | Altre coppe | Altre coppe | Totale | Totale |
| Stagione            | Squadra             | Comp                | Pres       | Reti       | Comp            | Pres            | Reti            | Comp               | Pres               | Reti               | Comp        | Pres        | Reti        | Pres   | Reti   |
| ------------------- | ------------------- | ------------------- | ---------- | ---------- | --------------- | --------------- | --------------- | ------------------ | ------------------ | ------------------ | ----------- | ----------- | ----------- | ------ | ------ |
| 2018-2019           | AS Trenčín          | SL                  | 22+2       | 1+0        | CS              | 4               | 2               | UEL                | 5                  | 0                  | -           | -           | -           | 33     | 3      |
| 2019-2020           | AS Trenčín          | SL                  | 25+1       | 10+0       | CS              | 4               | 1               | -                  | -                  | -                  | -           | -           | -           | 30     | 11     |
| ago.2020            | AS Trenčín          | SL                  | 4          | 2          | CS              | 0               | 0               | -                  | -                  | -                  | -           | -           | -           | 4      | 2      |
| Totale Trencin      | Totale Trencin      | Totale Trencin      | 51+3       | 13         |                 | 8               | 3               |                    | 5                  | 0                  |             | -           | -           | 67     | 16     |
| 2020-2021           | Gent                | D1                  | 26         | 4          | CB              | 2               | 0               | UCL+UEL            | 1+6                | 0+0                | -           | -           | -           | 35     | 4      |
| 2021-2022           | Nantes              | L1                  | 24         | 2          | CF              | 2               | 0               | -                  | -                  | -                  | -           | -           | -           | 26     | 2      |
| 2022-2023           | Stella Rossa        | SL                  | 29         | 12         | CS              | 4               | 0               | UCL+UEL            | 4+5                | 3+0                | -           | -           | -           | 42     | 15     |
| 2023-2024           | Stella Rossa        | SL                  | 27         | 7          | KS              | 3               | 1               | UCL                | 6                  | 2                  | -           | -           | -           | 36     | 10     |
| Totale Stella Rossa | Totale Stella Rossa | Totale Stella Rossa | 56         | 19         |                 | 7               | 1               |                    | 15                 | 5                  |             | -           | -           | 78     | 25     |
| 2024                | Austin FC           | MLS                 | 9          | 1          | -               | -               | -               | LC                 | 2                  | 0                  | -           | -           | -           | 11     | 1      |
| Totale carriera     | Totale carriera     | Totale carriera     | 169        | 39         |                 | 19              | 4               |                    | 27                 | 5                  |             | 2           | 0           | 217    | 48     |

### Cronologia presenze e reti in nazionale
| Cronologia completa delle presenze e delle reti in nazionale ― Ghana | Cronologia completa delle presenze e delle reti in nazionale ― Ghana | Cronologia completa delle presenze e delle reti in nazionale ― Ghana | Cronologia completa delle presenze e delle reti in nazionale ― Ghana | Cronologia completa delle presenze e delle reti in nazionale ― Ghana | Cronologia completa delle presenze e delle reti in nazionale ― Ghana | Cronologia completa delle presenze e delle reti in nazionale ― Ghana | Cronologia completa delle presenze e delle reti in nazionale ― Ghana |
| Data                                                                 | Città                                                                | In casa                                                              | Risultato                                                            | Ospiti                                                               | Competizione                                                         | Reti                                                                 | Note                                                                 |
| -------------------------------------------------------------------- | -------------------------------------------------------------------- | -------------------------------------------------------------------- | -------------------------------------------------------------------- | -------------------------------------------------------------------- | -------------------------------------------------------------------- | -------------------------------------------------------------------- | -------------------------------------------------------------------- |
| 25-3-2021                                                            | Johannesburg                                                         | Sudafrica                                                            | 1 – 1                                                                | Ghana                                                                | Qual. Coppa d'Africa 2021                                            | -                                                                    | 45’                                                                  |
| 28-3-2021                                                            | Accra                                                                | Ghana                                                                | 3 – 1                                                                | São Tomé e Príncipe                                                  | Qual. Coppa d'Africa 2021                                            | -                                                                    | 45’                                                                  |
| 25-3-2022                                                            | Kumasi                                                               | Ghana                                                                | 0 – 0                                                                | Nigeria                                                              | Qual. Mondiali 2022                                                  | -                                                                    | 79’                                                                  |
| 29-3-2022                                                            | Abuja                                                                | Nigeria                                                              | 1 – 1                                                                | Ghana                                                                | Qual. Mondiali 2022                                                  | -                                                                    | 73’                                                                  |
| 1-6-2022                                                             | Cape Coast                                                           | Ghana                                                                | 3 – 0                                                                | Madagascar                                                           | Qual. Coppa d'Africa 2023                                            | 1                                                                    | 76’                                                                  |
| 5-6-2022                                                             | Luanda                                                               | Rep. Centrafricana                                                   | 1 – 1                                                                | Ghana                                                                | Qual. Coppa d'Africa 2023                                            | -                                                                    | 45’                                                                  |
| 27-9-2022                                                            | Lorca                                                                | Nicaragua                                                            | 0 – 1                                                                | Ghana                                                                | Amichevole                                                           | -                                                                    |                                                                      |
| 24-11-2022                                                           | Doha                                                                 | Portogallo                                                           | 3 – 2                                                                | Ghana                                                                | Mondiali 2022 - 1º Turno                                             | 1                                                                    | 77’                                                                  |
| 2-12-2022                                                            | Al Wakrah                                                            | Ghana                                                                | 0 – 2                                                                | Uruguay                                                              | Mondiali 2022 - 1º Turno                                             | -                                                                    | 45’                                                                  |
| 23-3-2023                                                            | Kumasi                                                               | Ghana                                                                | 1 – 0                                                                | Angola                                                               | Qual. Coppa d'Africa 2023                                            | -                                                                    | 83’                                                                  |
| 27-3-2023                                                            | Luanda                                                               | Angola                                                               | 1 – 1                                                                | Ghana                                                                | Qual. Coppa d'Africa 2023                                            | 1                                                                    | 71’                                                                  |
| 18-6-2023                                                            | Antananarivo                                                         | Madagascar                                                           | 0 – 0                                                                | Ghana                                                                | Qual. Coppa d'Africa 2023                                            | -                                                                    | 74’                                                                  |
| 7-9-2023                                                             | Kumasi                                                               | Ghana                                                                | 2 – 1                                                                | Rep. Centrafricana                                                   | Qual. Coppa d'Africa 2023                                            | -                                                                    | 63’                                                                  |
| 17-11-2023                                                           | Kumasi                                                               | Ghana                                                                | 1 – 0                                                                | Madagascar                                                           | Qual. Mondiali 2026                                                  | -                                                                    | 82’                                                                  |
| 8-1-2024                                                             | Kumasi                                                               | Ghana                                                                | 0 – 0                                                                | Namibia                                                              | Amichevole                                                           | -                                                                    | 71’                                                                  |
| 14-1-2024                                                            | Abidjan                                                              | Ghana                                                                | 1 – 2                                                                | Capo Verde                                                           | Coppa d'Africa 2023 - 1º turno                                       | -                                                                    | 90+4’                                                                |
| 18-1-2024                                                            | Abidjan                                                              | Egitto                                                               | 2 – 2                                                                | Ghana                                                                | Coppa d'Africa 2023 - 1º turno                                       | -                                                                    | 73’ 89’                                                              |
| 15-11-2024                                                           | Talatona                                                             | Angola                                                               | 1 – 1                                                                | Ghana                                                                | Qual. Coppa d'Africa 2025                                            | -                                                                    | 81’                                                                  |
| 18-11-2024                                                           | Accra                                                                | Ghana                                                                | 1 – 2                                                                | Niger                                                                | Qual. Coppa d'Africa 2025                                            | -                                                                    | 40’                                                                  |
| Totale                                                               |                                                                      | Presenze                                                             | 19                                                                   |                                                                      | Reti                                                                 | 3                                                                    |                                                                      |

## Palmarès

### Competizioni nazionali
- Coppa di Francia: 1

Nantes: 2021-2022
- Campionato serbo: 2

Stella Rossa: 2022-2023, 2023-2024
- Coppa di Serbia: 2

Stella Rossa: 2022-2023, 2023-2024